# Europa Football Club
L'Europa FC, noto in passato come College Europa e College Cosmos, è una società calcistica gibilterriana con sede nella città di Gibilterra, che milita nella Football League, la massima divisione del campionato gibilterriano e che disputa le partite casalinghe nel Victoria Stadium, che condivide con gli altri club gibilterriani.

## Storia
Fondato nel 1925, il club partecipò attivamente al campionato nazionale fino al 1970, conquistando in questo lasso di tempo diversi trofei nazionali, tra cui sei campionati, non riuscendo tuttavia ad affermarsi come una delle big del calcio gibilterriano a causa della coesistenza di realtà calcistiche meglio organizzate, come quella del Prince of Wales.
A causa di alcuni problemi proprio nel 1970 il club neroverde si fuse con il College, dando di fatto vita al College Cosmos.
Per i successivi quaranta anni il club si trovò in un lungo declino che si trovò a disputare spesso il campionato di Second Division, la seconda serie, ottenendo nel corso degli anni due promozioni dirette: nel 2008-2009 e nel 2012-2013.
Nella prima stagione riconosciuta ufficialmente dall'UEFA, quella 2013-2014, il club, sotto il nuovo nome di College Europa FC, raggiunge il 4º posto in campionato e la finale della Rock Cup 2013-2014, persa 1-0 contro il Lincoln Red Imps.
Nonostante la sconfitta, in quanto finalista la compagine conquista il diritto d'accesso alle qualificazioni di Europa League della stagione successiva. Nel luglio diventa la prima squadra gibilterriana ad esordire in una competizione UEFA, tuttavia viene eliminata al primo turno della competizione dai liechtensteinesi del Vaduz.
Il 22 giugno 2015 la società si separa dal College, cambiando denominazione in Europa FC.
Dopo due secondi posti di fila tra il 2014 e il 2016, all'inizio della stagione 2016-2017 l'Europa FC riesce a superare per la prima volta il primo turno preliminare di Europa League, eliminando gli armeni del P'yownik grazie al successo in casa per 2-0 (inutile poi la sconfitta di 2-1 in trasferta). Il cammino europeo, però, si interrompe nel turno seguente, in quanto gli svedesi dell'AIK si impongono con un doppio 1-0.
A completare l'ottimo inizio di stagione vi è l’investimento realizzato del proprietario Juan Jose Gallardo per rendere la rosa più competitiva in ambito nazionale: anche grazie alla Home Grown Player Rule istituita dalla Federcalcio gibilterriana, il club vede l'innesti dei giovani Sykes Garro e Kike Gómez, oltre che dell'esperto Liam Walker.
Proprio grazie ad un gol di quest'ultimo il 21 maggio 2017 contro il Glacis United, i neroverdi vincono - a distanza di 65 - il campionato.
Nel 2017-2018 the Green Machines debutta nei preliminari di UEFA Champions League contro i gallesi del The New Saints; mentre nella stagione 2021-2022 fa il proprio debutto nella neonata Conference League.

## Allenatori e presidenti

### Allenatori

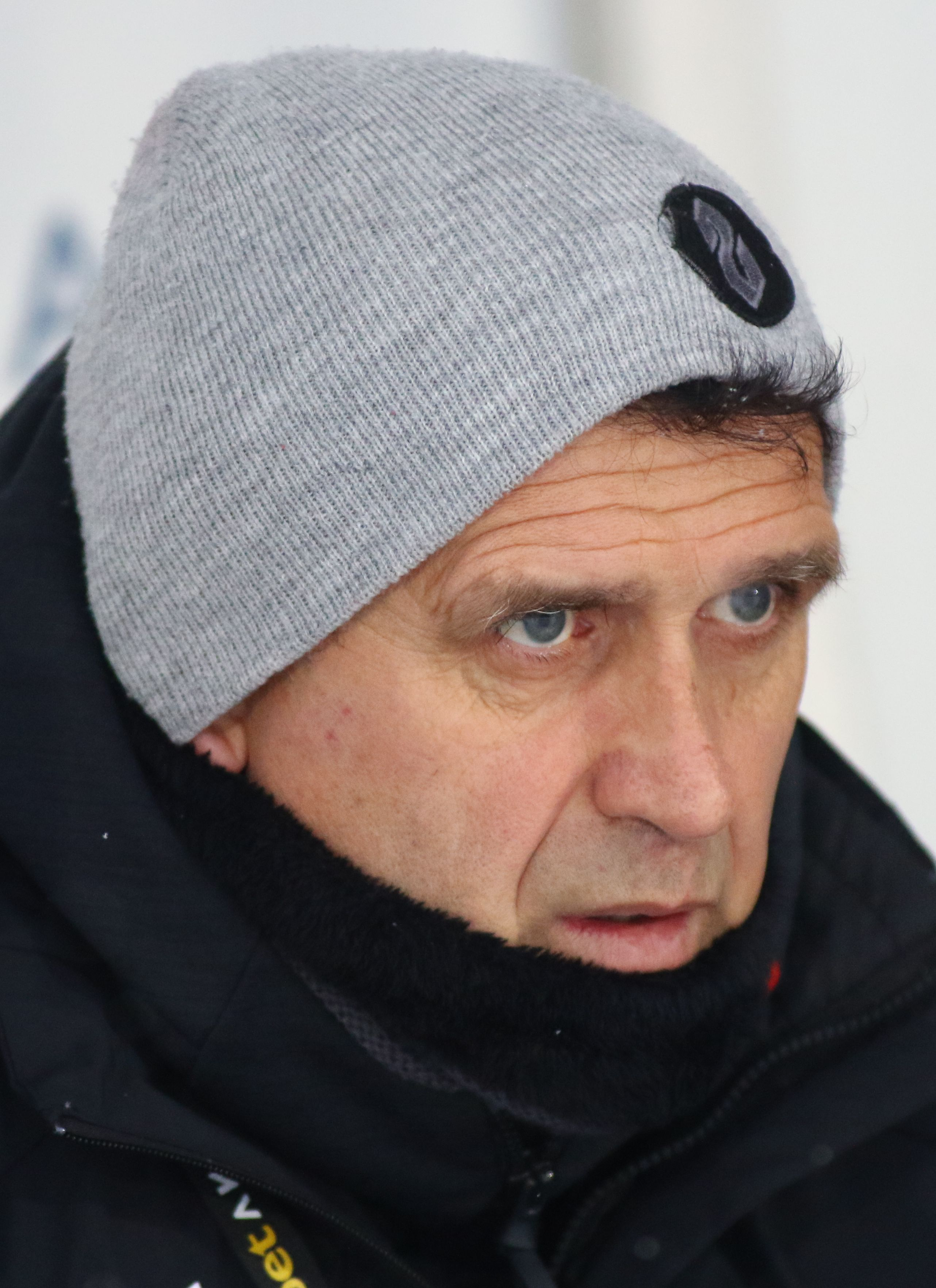
Bruno Akrapović, allenatore dei neroverdi nella stagione 2014-2015, la prima in competizioni UEFA per il club.

- 2013-2014  José Requena
- 2014-2015  Bruno Akrapović
- giu. 2015-lug. 2015  Juanjo Gallardo
- 2015-2016  Dimas Carrasco
- 2016-2017  Juanjo Gallardo
- 2017-2018  Johny
- 2018-2019  Juanjo Gallardo
- feb. 2019-mar.2019  Miguel Angel Rodriguez
- 2019-2022  Rafael Escobar
- mar.2022-set.2022  Moisés Arteaga
- 2022-2023  Steve Cummings
- mar.2023-ago.2023  Miguel Ángel Berlanga
- ago. 2023-dic.2023  Mario Pérez
- dic. 2023  Ángel Espinosa
- 2024-  Michele Di Piedi

## Palmarès

### Competizioni nazionali
- Campionato gibilterriano: 7

1928-1929, 1929-1930, 1931-1932, 1932-1933, 1937-1938, 1951-1952, 2016-2017
- Coppa di Gibilterra: 8

1938, 1946, 1950, 1951, 1952, 2016-2017, 2017-2018, 2018-2019
- Gibraltar Premier Cup: 1

2014-2015
- Supercoppa di Gibilterra: 4

2016, 2018, 2019, 2021
- Campionato gibilterrino di seconda divisione: 2

2008-2009, 2012-2013

### Altri piazzamenti
- Campionato gibilterriano:

Secondo posto: 2014-2015, 2015-2016, 2017-2018, 2018-2019, 2020-2021, 2021-2022
- Coppa di Gibilterra:

Finalista: 2013-2014, 2023-2024
Semifinalista: 2019-2020, 2020-2021

## Organico

### Rosa 2024-2025
Aggiornato all'11 ottobre 2024.
| N. |                          | Ruolo | Calciatore           |
| -- | ------------------------ | ----- | -------------------- |
| 1  | Italia (bandiera)        | P     | Marco Angeletti      |
| 2  | Spagna (bandiera)        | D     | Christian Rutjens    |
| 4  | Guinea-Bissau (bandiera) | D     | Admonio              |
| 5  | Gibilterra (bandiera)    | C     | Jaydan Parody        |
| 6  | Spagna (bandiera)        | C     | José Galán           |
| 7  | Irlanda (bandiera)       | C     | Carlos Flood         |
| 8  | Venezuela (bandiera)     | C     | Riky Marchesano      |
| 9  | Spagna (bandiera)        | A     | Labra                |
| 10 | Spagna (bandiera)        | C     | Alberto Quintana     |
| 11 | Italia (bandiera)        | A     | Vittorio Vigolo      |
| 12 | Spagna (bandiera)        | C     | Javier Esteban-Silgo |
| 13 | Spagna (bandiera)        | P     | Chema García         |
| 14 | Gibilterra (bandiera)    | C     | Daniel Smith         |
| 15 | Gibilterra (bandiera)    | C     | Nicholas Pozo        |

| N. |                        | Ruolo | Calciatore               |
| -- | ---------------------- | ----- | ------------------------ |
| 16 | Gibilterra (bandiera)  | D     | Aymen Mouelhi (capitano) |
| 17 | Canada (bandiera)      | A     | Marco Marinaro           |
| 18 | Brasile (bandiera)     | D     | Renan Bernardes          |
| 20 | Gibilterra (bandiera)  | C     | Shay Jones               |
| 21 | Gibilterra (bandiera)  | C     | Jaron Vinet              |
| 22 | Gibilterra (bandiera)  | D     | Sam Yeo                  |
| 25 | Argentina (bandiera)   | D     | Ignacio Liporace         |
| 26 | Nigeria (bandiera)     | C     | Chibuike Nwosu           |
| 28 | Francia (bandiera)     | D     | Enzo Ferrara             |
| 29 | Inghilterra (bandiera) | C     | Alberto Lubango          |
| 30 | Italia (bandiera)      | C     | Vincenzo Spingola        |
| 81 | Gibilterra (bandiera)  | P     | Jaylan Hankins           |
| 99 | Montenegro (bandiera)  | A     | Stefan Milošević         |